# Associazione Calcio Perugia 1948-1949
Questa voce raccoglie le informazioni riguardanti l'Associazione Calcio Perugia nelle competizioni ufficiali della stagione 1948-1949.

## Rosa
| N. |                   | Ruolo | Calciatore        |
| -- | ----------------- | ----- | ----------------- |
|    | Italia (bandiera) | A     | Alviero Bietolini |
|    | Italia (bandiera) | A     | A. Bini           |
|    | Italia (bandiera) | D     | Q. Brugalossi     |
|    | Italia (bandiera) | A     | A. Bruni          |
| 8  | Italia (bandiera) | C     | F. Donnari        |
|    | Italia (bandiera) | C     | V. Gatti          |
|    | Italia (bandiera) | D     | U. Lonfaloni      |
|    | Italia (bandiera) | A     | Andrea Lazzarini  |

| N. |                      | Ruolo | Calciatore              |
| -- | -------------------- | ----- | ----------------------- |
|    | Italia (bandiera)    | A     | A. Lippi                |
|    | Italia (bandiera)    | D     | Luigi Gioacchino Nebbia |
|    | Argentina (bandiera) | C     | W. Paganini             |
|    | Italia (bandiera)    | C     | W. Pompei               |
|    | Italia (bandiera)    | D     | Socrate Salmoiraghi     |
|    | Italia (bandiera)    | P     | E. Schippa              |
|    | Italia (bandiera)    | C     | Gino Terzi              |
|    | Italia (bandiera)    | A     | Guido Zucchini          |